# Mapinguari auyantepuiensis
Mapinguari auyantepuiensis là một loài thực vật có hoa trong họ Lan. Loài này được (Foldats) Carnevali & R.B.Singer mô tả khoa học đầu tiên năm 2007.